# Alexeï Kozlov
Pour les articles homonymes, voir Kozlov.
Alexeï Alexandrovitch Kozlov (russe : Алексей Александрович Козлов) est un philosophe spiritualiste russe né le 20 février 1831 à Moscou et mort le 12 mars 1901 à Saint Pétersbourg. Il défend une position philosophique qu'il nomme lui-même « panpsychisme » ou « monisme pluraliste » et qu'il expose dans la première revue russe de philosophie, Философский трехмесячник (« Revue trimestrielle de philosophie »), dont il est l'éditeur. Il est considéré comme le fondateur en Russie du mouvement « néo-leibnizien », réactualisant la monadologie de Leibniz ainsi que la pensée de Rudolf Lotze et Gustav Teichmüller. 
A l'instar de ses prédécesseurs, Kozlov s'appuie sur l'expérience intérieure pour développer une métaphysique substantialiste qui fait du « moi » une monade spirituelle irréductible et constitutive de la totalité du réel. 

## Parcours intellectuel
Alexeï Kozlov est né en 1831 à Moscou, où il étudie d’abord la physique et les mathématiques, puis l'histoire. Il obtient son diplôme de lettres en 1854. Il commence par enseigner la littérature et se voit proposer en 1876 le poste de privat-docent au département de philosophie de l’université de Kiev. Il se spécialise alors en histoire de la philosophie, accordant une importance particulière aux penseurs idéalistes pour lesquels « les manifestations de l’esprit sont premières par rapport à celles de la matière tant sur le plan de la logique que dans le temps ». Il étudie notamment les philosophies de Kant, Schopenhauer, von Hartmann, Soloviev, et en reprend certaines thèses. Mais c'est dans la tradition spiritualiste qu'il s'inscrit, celle de Leibniz, Lotze, et de Teichmüller, dont il se revendique. 
En 1884, après avoir soutenu sa thèse intitulée « Genèse de la théorie kantienne de l’espace et du temps », Kozlov devient professeur en titre. Il pose alors les bases de son système philosophique, appelé « panpsychisme », qu'il détaille dans la première revue russe de philosophie, Философский трехмесячник (« Revue trimestrielle de philosophie ») , éditée par lui entre 1885 et 1887. Guidée par l’idée de surmonter la confusion intellectuelle et morale qu'il croit percevoir dans la société contemporaine, Kozlov en vient à s'intéresser à la vocation pratique de la philosophie. Il estime que la philosophie doit former une volonté commune transcendant les dissensions individuelles. En 1887, Kozlov est contraint de prendre sa retraite pour raison de santé. Il s’installe alors à Saint-Pétersbourg où il poursuit ses travaux en éditant un recueil philosophique, Ce que j’ai à dire, qui paraît de 1888 à 1898. Il y décède le 12 mars 1901.

## Doctrine

### Panpsychisme, intuitionnisme
Le panpsychisme de Kozlov est un système où chaque élément de la réalité est conçu comme un élément psychique. Le monde est la totalité des états de conscience des individus, appelés « monades » (du grec monos qui signifie « un ») parce qu'ils constituent chacun une unité psychique indivisible. Kozlov développe en parallèle à cette idée une épistémologie intuitionniste où les matériaux psychiques constitutifs de la réalité sont donnés immédiatement dans la conscience.  
Néanmoins, toutes les formes de conscience ne nous mettent pas en relation directe avec le monde. Il faut en effet distinguer entre la conscience primaire (ou « vécu »), qui donne directement accès à l'être, et la conscience secondaire (ou « connaissance »), qui nous en présente une image déformée et reconstruite. La conscience primaire est simple, immédiate, pré-conceptuelle et ineffable, recouvrant tout le vécu d'un individu. Elle nous fait connaître intuitivement la substance spirituelle individuelle qui fonde notre identité personnelle. La conscience secondaire, quant à elle, est la conscience complexe qui prend forme dans la connaissance rationnelle et qui est constituée par l'ensemble des actes de la pensée. Elle est la réalisation ou le résultat d'une construction de l'esprit qui relie les éléments de la conscience primaire. 
Les constituants et la structure fondamentale de la réalité ne sont donnés que dans la conscience primaire, tandis que, traditionnellement, les philosophes les recherchent dans la conscience secondaire et déjà rationalisée. Dans la conscience immédiate, l'être apparaît comme vivant, animé, individuel et concret. L'expérience immédiate nous montre également qu'il se situe en dehors du temps et de l'espace, qui sont des catégories ou « symboles » issus de la conscience secondaire. L'organisation fondamentale du monde relève alors des rapports logiques entre les monades, et non des catégories secondaires de l'espace et du temps.

### Substantialisme
Recherchant un point de départ philosophique, Kozlov a défendu tout au long de son œuvre une métaphysique substantialiste. Il rejette l'idéalisme allemand et la notion d'être pur (sans attribut) ainsi que le concept humien du sujet comme simple faisceau d'impressions. Il trouve le fondement nécessaire à sa philosophie dans l'idée de subjectivité individuelle « substantialisée », condition de possibilité de la raison et de la conscience. Cette subjectivité est identifiée au « moi » individuel dans lequel la conscience primaire devient conscience complexe. 
D'après Kozlov, la substantialité du moi est donnée dans la conscience immédiate qui en atteste la réalité, et il n'est donc nul besoin d'en faire la démonstration. Le monde est lui-même composé d'une pluralité de substances spirituelles conscientes, ou monades. Chacune de ces substances est un agent dont l'être consiste non seulement dans sa substantialité, mais aussi dans ses activités d'ordre mental. Ensemble, ces substances spirituelles forment une totalité à part entière dont l'unité réside en Dieu, substance suprême à l'intérieur de laquelle elles interagissent (contrairement aux monades de Leibniz). Aussi chaque individu a-t-il un accès direct à Dieu par une expérience interne qui échappe à la connaissance conceptuelle, dirigée vers l'extérieur. 
Le corps humain est également défini par Kozlov dans une perspective substantialiste comme une collection de substances spirituelles, d'un niveau de conscience moindre, avec lesquelles notre « moi » interagit jusqu'à la mort. Kozlov a suggéré qu'après la mort, le « moi » se réincarne en interagissant avec d'autres substances spirituelles pour former un nouveau corps.

## Influence et postérité
En dehors de la valeur propre de ses conceptions philosophiques, l'importance historique de Kozlov se révèle par l'influence qu'il a exercée sur la philosophie russe de la fin du XIXe siècle. Il a en effet été l'un des premiers défenseurs de la philosophie spéculative contre le positivisme dominant. Ses essais d'histoire de la philosophie et de critique littéraire ont rendu un précieux service à l'enseignement dans les universités russes, d'autant plus que la philosophie y avait été bannie pour des motifs religieux entre 1850 et 1863.
Le principal successeur de Kozlov reste néanmoins son propre fils Sergueï Alexeïev, dit Askoldov, né d'une union illégitime en 1870 et mort en 1945. Il donne aux idées de son père une orientation plus religieuse et développe une gnoséologie qui s'inscrit dans la droite ligne de la tradition leibnizienne russe.